# بلوفديل
بلوفديل (يوتا) (بالإنجليزية: Bluffdale, Utah)‏ هي مدينة تقع في الولايات المتحدة في مقاطعة سالت ليك، يوتا. يقدر عدد سكانها بـ 7,975 نسمة ومساحتها 26.47 كم2 وترتفع عن سطح البحر 1,352 متر.

## التركيبة السكانية
حدّد مكتب تعداد الولايات المتحدة بيانات التركيبة السكانية لبلوفديل في تعداد الولايات المتحدة. في ما يلي، التركيبة السكانية حسب تعدادي 2000 و2010.

### تعداد عام 2000
بلغ عدد سكان بلوفديل 4,700 نسمة بحسب تعداد عام 2000، وبلغ عدد الأسر 1,112 أسرة وعدد العائلات 1,029 عائلة مقيمة في المدينة. في حين سجلت الكثافة السكانية 162.9 نسمة لكل كيلومتر مربع (421.9/ميل2). وبلغ عدد الوحدات السكنية 1,141 وحدة بمتوسط كثافة قدره 39.5 لكل كيلومتر مربع (102.3/ميل2).
وتوزع التركيب العرقي للمدينة بنسبة 96.96% من البيض و0.23% من الأمريكيين الأفارقة و0.28% من الأمريكيين الأصليين و0.23% من الأمريكيين ذوي الأصول الآسيوية و0.26% من سكان جزر المحيط الهادئ و1.19% من الأعراق الأخرى و0.85% من عرقين مختلطين أو أكثر و3.34% من الهسبانيون أو اللاتينيون من أي عرق.
بلغ عدد الأسر 1,112 أسرة كانت نسبة 65.2% منها لديها أطفال تحت سن الثامنة عشر تعيش معهم، وبلغت نسبة الأزواج القاطنين مع بعضهم البعض 86.1% من أصل المجموع الكلي للأسر، ونسبة 3.9% من الأسر كان لديها معيلات من الإناث دون وجود شريك، بينما كانت نسبة 2.6% من الأسر لديها معيلون من الذكور دون وجود شريكة وكانت نسبة 7.5% من غير العائلات. تألفت نسبة 5.5% من أصل جميع الأسر من عدة أفراد يعيشون في نفس المنزل ونسبة 2.5% كانت تتألف من شخص يعيش بمفرده يبلغ من العمر 65 عاماً أو أكثر. وبلغ متوسط حجم الأسرة المعيشية 4.23، أما متوسط حجم العائلات فبلغ 4.39.
بلغ العمر الوسطي للسكان 23.4 عاماً. وكانت نسبة 41.3% من القاطنين تحت سن الثامنة عشر، وكانت نسبة 10.1% بين الثامنة عشر والرابعة والعشرين عاماً، ونسبة 27.8% كانت واقعةً في الفئة العمرية ما بين الخامسة والعشرين والرابعة والأربعين عاماً، ونسبة 16.2% كانت ما بين الخامسة والأربعين والرابعة والستين، ونسبة 4.6% كانت ضمن فئة الخامسة والستين عاماً فما فوق. يوجد لكل 100 أنثى 101.6 ذكر، ويوجد لكل 100 أنثى في الثامنة عشر من عمرها فما فوق 102.7 ذكر.
بلغ متوسط دخل الأسرة في المدينة 66,615 دولارًا، أما متوسط دخل العائلة فبلغ 66,910 دولارًا. وكان متوسط دخل الذكور 50,136 دولارًا مقابل 23,469 دولارًا للإناث. وسجل دخل الفرد الخاص بالمدينة 17,813 دولارًا. وكانت نسبة 0% من العائلات ونسبة 0.2% من السكان تحت خط الفقر، وكان من هؤلاء نسبة 0% تحت سن الثامنة عشر ونسبة 0% في الخامسة والستين من العمر وما فوق.

### تعداد عام 2010
بلغ عدد سكان بلوفديل 7,598 نسمة بحسب تعداد عام 2010، وبلغ عدد الأسر 1,966 أسرة وعدد العائلات 1,719 عائلة مقيمة في المدينة. في حين سجلت الكثافة السكانية 263.3 نسمة لكل كيلومتر مربع (681.9/ميل2). وبلغ عدد الوحدات السكنية 2,059 وحدة بمتوسط كثافة قدره 71.3 لكل كيلومتر مربع (184.7/ميل2).
وتوزع التركيب العرقي للمدينة بنسبة 95.79% من البيض و0.42% من الأمريكيين الأفارقة و0.25% من الأمريكيين الأصليين و0.36% من الأمريكيين ذوي الأصول الآسيوية و0.29% من سكان جزر المحيط الهادئ و1.11% من الأعراق الأخرى و1.79% من عرقين مختلطين أو أكثر و4.40% من الهسبانيون أو اللاتينيون من أي عرق.
بلغ عدد الأسر 1,966 أسرة كانت نسبة 57.8% منها لديها أطفال تحت سن الثامنة عشر تعيش معهم، وبلغت نسبة الأزواج القاطنين مع بعضهم البعض 74.7% من أصل المجموع الكلي للأسر، ونسبة 8.7% من الأسر كان لديها معيلات من الإناث دون وجود شريك، بينما كانت نسبة 4% من الأسر لديها معيلون من الذكور دون وجود شريكة وكانت نسبة 12.6% من غير العائلات. تألفت نسبة 9.8% من أصل جميع الأسر من عدة أفراد يعيشون في نفس المنزل ونسبة 2.3% كانت تتألف من شخص يعيش بمفرده يبلغ من العمر 65 عاماً أو أكثر. وبلغ متوسط حجم الأسرة المعيشية 3.86، أما متوسط حجم العائلات فبلغ 4.15.
بلغ العمر الوسطي للسكان 26.6 عاماً. وكانت نسبة 38.2% من القاطنين تحت سن الثامنة عشر، وكانت نسبة 9.7% بين الثامنة عشر والرابعة والعشرين عاماً، ونسبة 25.1% كانت واقعةً في الفئة العمرية ما بين الخامسة والعشرين والرابعة والأربعين عاماً، ونسبة 21.6% كانت ما بين الخامسة والأربعين والرابعة والستين، ونسبة 5.3% كانت ضمن فئة الخامسة والستين عاماً فما فوق. وتوزع التركيب الجنسي للسكان بنسبة 50% ذكور و50% إناث.